# 田村睦心
田村睦心（日语：／ Tamura Mutsumi，1987年6月19日—），日本東京都出身的女性声優。現時隸屬 I'm Enterprise。

## 經歷
田村睦心有一個比自己少一歲的弟弟；小學一年級時開始接觸書法，擅長利用臨書創作，亦精於行書和草書，閒暇便任職書法班代課教師。她後來修畢日本播音演技研究所轄下訓練課程，2007年透過擔任《ef - a fairy tale of the two.》電視動畫第一季「ef - a tale of memories.」中「幼年堤京介」的配音員而出道。她經常活用沙啞聲音配演少年一類角色，獲粉絲稱呼為「田村少年」，但兩者並無直接關係；其代表作品包括「馬神突破」（《Battle Spirits 少年突破馬神》）、「豬俁建」（《動物偵探奇魯米》）、「約拿」（《軍火女王》）、「小林」（《小林家的龍女僕》）、「索妮雅」（《爱杀宝贝》）及「純位數」（《DARLING in the FRANXX》）等。
2012年，田村睦心發現喉嚨長出瘜肉，不能提高聲線配演動畫，遂平時盡量降低聲量說話以避免情況惡化。而為了顧及工作，故延至2014年8月才動手術切除，並須休養一個月，復出後也在電台節目裡詳細透露病情。

## 演出作品
※粗體字為主要角色

### 電視動畫
2007年
- ef - a tale of memories.（幼年京介）

2008年
- 戀姬†無雙（壞小孩）
- 死後文（女學生）
- SKIP BEAT！華麗的挑戰（コーン）
- 深淵傳奇（幼年路克、幼年艾許）
- 二十面相少女（孩童時代的健）
- 交響情人夢 巴黎編（演天使的小孩）
- Battle Spirits 少年突破馬神（馬神突破）
- BLASSREITER（ザザ）
- 夜櫻四重奏（幼年秋名）

2009年
- 明日的與一!（マサシ）
- 動物偵探奇魯米（豬俁建）
- 11eyes（田島賢久（孩童時代））
- CANAAN（小孩A）
- CLANNAD 〜AFTER STORY〜（少年）
- SKIP BEAT！華麗的挑戰（エキストラ）
- 大正野球娘。（太郎）
- 鉄腕バーディー DECODE:02（クレド）
- ぼくチロ!（チコ）
- BASQUASH!（小孩A）
- WHITE ALBUM（助手A）
- 簡單易懂的現代魔法（姊原聰史郎（孩童時代））

2010年
- 妄想學生會（出島彩香）
- 無法掙脫的背叛（坏小孩B、少年A）
- BB戰士三國傳 Brave Battle Warriors（馬超藍色命運）
- 玩伴貓耳娘（嘉和騎央）
- 女僕咖啡廳（嵐山猛）
- 交響情人夢完結篇（セルジュ）
- 嬌蠻貓娘大橫行（小男孩）
- 少女妖怪 石榴（桐）
- 超元氣3姊妹（小金井）
- リタとナントカ（ベルティユ）

2011年
- 超元氣3姊妹 增量中!（小金井）
- 放浪男孩（岡孝典、山中）
- 戰鬥陀螺 鋼鐵奇兵4D（King）
- A頻道（碳酸）
- 世界第一初戀（佐藤伊織）
- C（事務員）
- 我們仍未知道那天所看見的花的名字。（宿海仁太（年幼時））
- 境界線上的地平線（圖森特·涅申原）

2012年
- 零之使魔F（達米安）
- 愛殺寶貝（索妮雅）
- 未來日記（若葉萌繪）
- 軍火女王（約拿）
- 軍火女王 PERFECT ORDER（約拿）
- 最強學生會長 異常（對馬右腦、對馬左腦）
- 魔奇少年（阿里巴巴（年幼））
- 來自新世界（K）
- 超速變形螺旋傑特（軍司壯太、久堂勇氣（2053年））

2013年
- Aikatsu！偶像活動！（北大路左近）
- 團地友夫（吉本雅人）
- 黑色嘉年華（八莉）
- 夜櫻四重奏 -花之歌-（幼年秋名）
- 火影忍者（旗木卡卡西（少年時期））
- 忍者乱太郎（忍蛋）

2014年
- 咲-Saki- 全國篇（戒能良子）
- 信長之槍（蘇和）
- 妄想學生會＊（出島彩香）
- BUDDY COMPLEX（拉夏·哈克萊寧）
- 噬血狂襲（曉古城〈幼年〉）
- 東京ESP（東京太郎〈幼年〉）
- 臨時女友（君嶋里琉）

2015年
- 在地下城尋求邂逅是否搞錯了什麼（芬恩·迪姆那）
- 食戟之靈（少年葉山）
- 境界之輪迴（貓田弘）
- OVERLORD（尼納）
- 學戰都市Asterisk（卡蜜拉·帕蕾特）
- 機動戰士GUNDAM 鐵血的孤兒（萊德·麥斯）
- 彗星·路西法（派屈克·楊）

2016年
- 粗點心戰爭（少年A）
- 紅殼的潘朵拉（德維特·林奇）
- GATE 奇幻自衛隊 在彼方的土地，如斯的戰鬥 第2期（布爾菲妲·埃·卡迪）
- 最弱無敗神裝機龍（路克斯·阿卡迪亞）
- 學戰都市Asterisk 第2期（卡蜜拉·帕蕾特）
- Battle Spirits Double Drive（約克·阿爾巴特羅薩）
- 機動戰士GUNDAM 鐵血的孤兒 第二期（萊德·麥斯）
- 斯特拉的魔法（沙姆、田山）

2017年
- 小林家的龍女僕（小林）
- 在地下城尋求邂逅是否搞錯了什麼 外傳 劍姬神聖譚（芬恩·迪姆那）
- 末日時在做什麼？有沒有空？可以來拯救嗎？（史旺·坎德爾）
- 戰鬥女子學園（楠明日葉）
- 妖怪公寓的優雅日常（小白、丹蒂）
- 來自深淵（納多[5]）
- 哆啦A夢（野比雄四郎(童年時期─第二代)、拉姆西斯二世）
- 重啟咲良田（浦地正宗〈少年〉）
- 寶石之國（摩根石）
- 泥鯨之子們在沙地上歌唱（涅茲）
- 魔法使的新娘（雅麗絲[6]）
- 血界戰線 & BEYOND（馬克）

2018年
- 木乃伊的飼養方法（柏木空）
- DARLING in the FRANXX（揃目）
- 閃亮模力小天才（Shibumog、ムッサ）
- 隊長小翼（石崎了）
- 罪人與龍共舞（優坎）
- 阿宅的戀愛太難（宏嵩〈幼年／中學生〉）
- 妖怪手錶 光影之卷（有星明則[7]、年輕的婆婆）
- 多田君不戀愛（多田光良〈幼年〉）
- 戰鬥陀螺 爆烈世代 超Z（蘭巴·瓦諾）
- 工作細胞（初始T細胞）
- Free!-Dive to the Future-（遠野日和〈幼年〉）
- 梅露可物語 -無精打采的少年與瓶中少女-（優[8]）
- Radiant 虛空魔境（塔吉）

2019年
- 粉彩回憶（鬥也）
- 川柳少女（雪白尋）
- KING OF PRISM -Shiny Seven Stars-（大河〈幼年〉[9]）
- 在地下城尋求邂逅是否搞錯了什麼II（芬恩·迪姆那）
- 為了女兒，我說不定連魔王都能幹掉。（魯迪[10]）
- Dr.STONE 新石紀（大樹〈幼年〉）
- 炎炎消防隊（小拓）
- 奔奔小飞车（奔奔[11]）
- 小書痴的下剋上：為了成為圖書管理員不擇手段！（路茲）
- 歌舞伎町夏洛克（芳雄）
- 刀劍神域 Alicization War of Underworld（連利・辛賽西斯・推尼賽門）
- 碧藍航線（伊勢）
- BEASTARS（路易〈幼年〉）
- 蠟筆小新（馬場育夫）
- 妖怪學園Y ～第N類接觸～（寺刃甚平[12]）

2020年
- 別對映像研出手！（金森沙耶香[13]）
- 寶石商人理察的謎鑑定（八坂初）
- Healin' Good ♥ 光之美少女（達魯伊森）
- 異度侵入 ID:INVADED（數田遙〈少年〉）
- 小書痴的下剋上：為了成為圖書管理員不擇手段！第2期（路茲）
- 轉生成女性向遊戲只有毀滅END的壞人大小姐（亞蘭・史提亞德〈幼年〉[14]）
- 阿薩里爾 未來的民間故事（薩塔姆〈少年〉）
- 炎炎消防隊 貳之章（哪吒孫）
- 天晴爛漫！（小雨〈9歲〉）
- 萌可魯玩偶貓（雷依）
- 在地下城尋求邂逅是否搞錯了什麼III（芬恩·迪姆那）
- 眾神眷顧的男人（卡密兒）
- 黃金神威 第三期（長吉）
- 名偵探柯南（深本舞衣）
- 大貴族（魯迪斯·梅爾加斯[15]）
- 蠟筆小新（阿地代阿多太）

2021年
- 五等分的新娘∬（上杉風太郎〈小6〉）
- 怪物事變（長男）
- 萌可魯玩偶貓 MIX！（雷依）
- Vivy -Fluorite Eye's Song-（冴木達也〈少年〉）
- 小林家的龍女僕S（小林）
- 轉生成女性向遊戲只有毀滅END的壞人大小姐X（亞蘭·史提亞德〈幼年〉）
- 急戰5秒殊死鬥（如月葵）
- 數碼寶貝幽靈遊戲（天之河宙[16]）
- 吸血鬼馬上死（裘恩、滑板車小孩）
- 群馬醬（小玉[17]、○群）
- VISUAL PRISON 視覺監獄（少年）
- 蠟筆小新（蹦太）

2022年
- JoJo的奇妙冒險 石之海（艾梅斯·羅斯提羅[18]）
- CUE!（利克）
- 蠟筆小新（風間的同伴A、野原狹志〈童年〉）
- TRIBE NINE（三田三太郎）
- 里亞德錄大地（殿助）
- 忍者亂太郎（魚店老闆的兒子）
- 小書痴的下剋上：為了成為圖書管理員不擇手段！第3期（路茲[19]）
- 異世界歸來的舅舅（阿勝）
- OVERLORD IV（尼納）
- 惑星公主蜥蜴騎士（茜太陽）
- 點滿農民相關技能後，不知為何就變強了。（艾爾比）

2023年
- TechnoRoid 超越意志（繪空）
- 吸血鬼馬上死2（裘恩、吸血牛蒡／牛比、德拉克幼年期、滑板車小孩）
- HIGH CARD 至高之牌（尼亞特·奇·古恩、芬恩〈幼年〉）
- 逃走中 THE GREAT MISSION（塞拉·皮博迪、塔羅特幻霧）
- 魔法使的新娘 SEASON2（雅麗絲[20]）
- 群馬醬 Season 2（雙歧桿菌、玉、喬、ハニワ役人、群）
- 屍體如山的死亡遊戲（皇帝）
- 在無神世界裡進行傳教活動（凱[21]）
- 百姓貴族（荒川弘[22]）
- 奇異賢伴 黑色天使（西奧）
- 神奇柑仔店 錢天堂（金色招財貓、滋）
- 名偵探柯南（與田理美）
- 獻祭公主與獸王（少年芬里爾）
- 隊長小翼Season2 Jr.青少年篇（石崎了[23]）
- SHY靦腆英雄（STIGMA[24]）

2024年
- 最弱魔物使開始了撿垃圾之旅。（小空[25]）
- ONE PIECE（約克[26]）
- HIGH CARD 至高之牌 season2（芬恩〈幼年〉）
- 佐佐木與文鳥小嗶（亞巴頓）
- 狩龍人拉格納（沃迪卡姆〈少年〉）
- 八咫烏系列（雪哉[27]）
- 隔壁的妖怪鄰居（大石拓海[28]）
- 怪獸8號（中之島多惠[29]）
- SHY靦腆英雄 東京奪還篇（STIGMA[30]）
- 杖與劍的魔劍譚（旁白、芬恩）
- 新幹線變形機器人：變革世代（Delta、梔子森人）
- 百姓貴族 2nd Season（荒川弘[31]）
- 尋神的旅途（流[32]）
- 成為名留歷史的壞女人吧（威爾〈10歳〉）
- 在地下城尋求邂逅是否搞錯了什麼V 豐穰女神篇（芬恩·迪姆那）

2025年
- 一桿青空（青羽正樹）
- 妖怪學校的菜鳥老師！（秦中加前）
- 魔神創造傳（星部渡[33]）
- 神劍闖江湖－明治劍客浪漫譚－ 京都動亂（心太）
- 在沖繩喜歡上的女孩方言講得太過令人困擾（春人）
- 逃走中 THE GREAT MISSION（葉律郎、少年）
- Dr.STONE 新石紀 SCIENCE FUTURE（大樹〈幼年〉）
- SAKAMOTO DAYS 坂本日常（新〈幼年〉）
- 推理要在晚餐後（宮本香織}）
- 神統記（凱伊[34]）
- 末日後酒店（布久利[35]）
- Clevatess -魔獸之王與嬰兒與屍之勇者-（克倫[36]）
- 膽大黨 第2期（邪視[37]）
- 數碼寶貝BEATBREAK（プリスティモン[38]）
- 星辰光輝更勝太陽（香川美織[39]）

2026年
- 炎炎消防隊 參之章（哪吒孫[40]）
- 公主殿下，「拷問」的時間到了（櫻·哈特羅克[41]）
- 地獄模式 ～喜歡挑戰特殊成就的玩家在廢設定的異世界成為無雙～（亞蓮[42]）

### 動畫電影
- 超電影版SD GUNDAM三國傳 〜Brave Battle Warriors〜（馬超藍色命運）
- 火影忍者疾風傳劇場版 失落之塔（旗木卡卡西〈少年時期〉）
- 闪电狗

2014年
- 一年級大個子·二年級小個子（日语：大きい1年生と小さな2年生）（正也）

2015年
- 數碼寶貝大冒險tri. 第一章「再會」（泉光子郎）

2016年
- 數碼暴龍大冒險tri. 第二章「決意」、第三章「告白」（泉光子郎）

2017年
- 數碼暴龍大冒險tri. 第四章「喪失」、第五章「共生」（泉光子郎）
- 劇場版 妄想學生會（出島彩香）
- 電影版妖怪手錶：光影之卷 鬼王的復活（有星秋紀）

2018年
- FLCL Alternative（本山滿）

2019年
- 劇場版 幼女戰記（維維）
- 劇場版 在地下城尋求邂逅是否搞錯了什麼 -獵戶座之箭-（芬恩·迪姆那）
- 潘朵拉與小哈欠 後篇 精靈與怪獸的街道（カンタ）
- 生日幻境（王子）
- 妖怪學園Y 貓也能成為HERO嗎（寺刃甚平）

2020年
- 數碼寶貝 LAST EVOLUTION 絆（泉光子郎）
- 順其自然的日子（賴子）

2021年
- 劇場版美少女戰士Eternal（地場衛〈兒時〉）

2022年
- 劇場版 五等分的新娘（上杉風太郎〈小6〉）
- 漂流家園（熊谷航祐[43]）

2023年
- 留級魔女 風嘉與黑暗魔女（吉多斯[44]）
- 沙漠大冒險（貝爾傑布[45]）

2024年
- 電影多啦A夢：大雄的地球交響樂（莫札爾[46]）
- 心之觸碰。[47]

2025年
- 小林家的龍女僕 害怕孤獨的龍（小林[48]）

### OVA
- AIKa ZERO（玲香）
- 機動戰士GUNDAM UC（ディクバ）
- DOGS/BULLETS&CARNAGE（イアン（少年時期））
- 模型戰士GUNDAM模型製作家 起始G（小孩）

2012年
- A頻道 +smile（碳酸）

2017年
- A頻道 +smile（碳酸）
- 巴加的工作室（小香[49]、基[49]）

2019年
- 噬血狂襲III（易卜利斯貝爾·亞吉茲）

### 網路動畫
2022年
- 世界末日與柴犬同行（阿晴[50]）

2024年
- 沙漠大冒險（貝爾傑布[51]）

2025年
- 新星GALVERSE（RING[52]）

### 外國片配音
- 仁心仁術（エピー）
- ギルモア・ガールズ #102
- しあわせの処方箋（カミール・ホーソン）
- チャイルド・マスター
- 私人诊所3（セス）

### 遊戲
- 犯罪少女（美雨／間名瀨美雨）
- 付喪物語
- 電擊的皮羅德〜天空之絆〜（雨果）
- TIGER×DRAGON Portable!
- 尼爾 人工生命（ロボット山の弟）
- Battle Spirits 輝石霸者（馬神突破）
- Panic Palette
- 真名法典2
- 超速變形螺旋傑特 阿爾巴洛斯之翼（久堂勇氣）
- 擂台☆夢想（青鬼ひとみ、ライサ秋咲）
- 白貓Project（約書亞）
- 戰鬥女子學園（楠明日叶）
- 公主之塔（菈佩潔爾）
- 閃耀幻想曲（カルダモン、索妮雅、花原椿）
- 桃色大戰（桃色大戦ぱいろん・生、桃花シャムニール）[53]
- 刀剑神域 Alicization 彼岸游境（纶莉·辛赛西斯·二十七）
- 恶魔之魂（女巫尤利娅、赛莲·文兰）
- Crash Fever（涂爾幹）
- 聖火降魔錄 英雄雲集（年幼版利昂）
- 永恆冒險（卡納門）
- 偶像夢幻祭!! Music（天城燐音（幼年））
- 英雄傳說 黎之軌跡（卡特爾·薩里西翁）
- 守望傳說（阿列夫）
- 十三機兵防衛圈（沖野司）
- 東方彈幕神樂（吉吊八千慧）
- 彈射世界（謝瓏）
- 勝利女神：妮姬（米爾克、米哈拉）

2023年
- 无期迷途（黛伦）
- 超级七龙珠群雄（贝尔杰布）
- Fate/Samurai Remnant（由井正雪）
- 快打旋風6（A.K.I）

2024年
- Fate/Grand Order （由井正雪）
- 沙漠大冒险（贝尔杰布）
- 空帕斯：陣地攻防戰（鬼ヶ式 うら）

未知時期
- 二重螺旋（耶爾與奧利佛）

### 廣播劇CD
- 少女妖怪 石榴 Drama CD 活劇音盤 〜さき、共々と〜（桐）
- 彩雲国物語（少年3）
- TIGER×DRAGON！ Drama CD Vol.3（小孩A）
- 小書痴的下剋上：為了成為圖書管理員不擇手段！
  - 廣播劇CD6（路茲、瑪格達莉娜[54]）
  - 廣播劇CD8（路茲、布麗姬娣[55]）
  - 廣播劇CD9（瑪格達莉娜、ヴァラマリーヌ[56]）
  - 廣播劇CD10（路茲[57]）

### 旁白
- 角川書店 KEROKERO ACE（電視CM）
- ネクスト（番版用PV）

### 廣播
- 藤田咲・田村睦心のなんやかんや（關西廣播・超!A&G+・BBQR：2009年10月 - 2010年3月28日）
- 電撃のピロト〜ラジオの絆〜（音泉：2009年12月 - 2010年2月）
- ラジオどっとあい 田村睦心のブエノス!でィあす（BBQR・超!A&G+：2010年1月8日 - 2010年4月2日）
- VOICE CREW （FM NACK5系 22代目パーソナリティ、2010年4月4日 - 2011年3月）
- ごぶごぶちゃん☆（超!A&G+：2010年10月4日 - ）

廣播劇
- 野に咲く花 -誰も死なない2-（葵麦彦）（音泉：2010年7月14日 - 8月25日）

### 有聲漫畫
2021年
- 小紅帽（貝羅）

### 其他
- 永野椎菜的音樂企劃「ShiinaTactix （页面存档备份，存于）」 - 作為歌手参加